# Municipio de Batabanó
Municipio de Batabanó är en kommun i Kuba.   Den ligger i provinsen Provincia Mayabeque, i den västra delen av landet, 50 km söder om huvudstaden Havanna.